# Zakspeed 841
O 841 é o modelo da Zakspeed da temporada de 1985 da Fórmula 1. 
Condutores: Jonathan Palmer e Christian Danner.

## Resultados[1]
(legenda) 
| Ano  | Chassi | Motor                    | Pneus | N° | Pilotos          | 1   | 2   | 3   | 4   | 5   | 6   | 7   | 8   | 9   | 10  | 11  | 12  | 13  | 14  | 15  | 16  | Pontos | Posição  |  |
| ---- | ------ | ------------------------ | ----- | -- | ---------------- | --- | --- | --- | --- | --- | --- | --- | --- | --- | --- | --- | --- | --- | --- | --- | --- | ------ | -------- |  |
|      |        |                          |       |    |                  |     |     |     |     |     |     |     |     |     |     |     |     |     |     |     |     |        |          |  |
|      |        |                          |       |    |                  | BRA | POR | SMR | MON | CAN | USE | FRA | GBR | GER | AUT | NED | ITA | BEL | EUR | RSA | AUS |        |          |  |
| 1985 | 841    | Zakspeed 1500/4 L4 turbo | G     | 30 | Jonathan Palmer  |     | Ret | DNS | 11  |     |     | Ret | Ret | Ret | Ret | Ret |     |     |     |     |     | 0      | NC (15º) |  |
| 1985 | 841    | Zakspeed 1500/4 L4 turbo | G     | 30 | Christian Danner | 4   |     |     |     |     |     |     |     |     |     |     |     | Ret | Ret |     |     | 0      | NC (15º) |  |